# Солови
Солови (на български: Славеи) е популярна песен на композитора Василий Соловьов-Седой с текст от Алексей Фатянов, написана през 1944 г. (първата версия на стихотворението датира от 1942 г.). Песента първоначално е била известна под заглавието „Пролет дойде при нас на фронта“, а също така е известна като „Славейки, славейки, не безпокойте войниците“. [ 1 ] [ 2 ] . Първите изпълнители на песента се считат за Георги Виноградов и Владимир Бунчиков. [ 1 ] , докато някои източници споменават Михаил Михайлов [ 3 ] . Соловьов-Седой включва песента „Славейки“ и в оперетата си „Верен приятел“, която завършва през 1945 г. [ 4 ] .
Музикологът Арнолд Сохор класифицира песента „Солови“ като вид лирична „песен за разговор“, чиито автори се обръщат към всеки слушател поотделно „приветливо и доверчиво, с мека, мила дума на съчувствие и обич“. [ 5 ] . Музикологът Юлий Кремльов отбелязва оригиналността на структурата на песента, която „започва с припев, обърнат към славеите“, което веднага подчертава лиричното ѝ съдържание. [ 6 ] . Според музиколога Лев Данилевич, песента „Солови“ звучи „протяжно и широко, в духа на романс“, а мелодията ѝ „предава усещане за пролетна топлина, полета и гори, току-що облекли зелените си одежди“ [ 7 ] .

## История
Песента „Солови“ е създадена в края на 1944 г., когато нейните автори – композиторът Василий Соловьов-Седой и поетът и ветеран от войната Алексей Фатьянов се срещат в Москва. [ 1 ] . Те вече са работили заедно преди това: през 1942 – 1943 г. те написват около десет песни, предимно на военна тематика. [ 8 ] .
По това време Василий Соловьов-Седой живее в хотел „Москва“ и работи по оперетата „Верен приятел“. [ 9 ] . Алексей Фатянов, който се отличава на фронта по време на щурма на унгарския град Секешфехервар, получава десетдневен отпуск, през който също пристигна в Москва и отседна в същия хотел. [ 1 ] . Василий Соловьов-Седой си спомня: „Една сутрин вратата на стаята ми се отвори и на прага ѝ видях Алексей Фатянов, елегантен, усмихнат, с медал на избелялата си фронтова туника. Липсваха ми Алексей и песните му! Оказа се, че е получил отпуск, за да работи с мен, и е донесъл със себе си две готови песни, които е написал на фронта. Алексей ги прочете веднага и аз, седнал на пианото, написах музика за тях още същата сутрин. Това бяха „Славейчета“ и „Ничто не говорила“. [ 9 ] [ 10 ] [ 11 ]  
Самият Алексей Фатянов разказва как е създаден текстът на бъдещата песен „Славейчета“, която в оригиналния си вариант е носила заглавието „Пролетта дойде при нас на фронта“: „Спомням си фронта. В голяма зелена горичка ние, войниците, след току-що затихнала битка, лежахме, отърсвайки се от падналите върху нас зрънца пръст и изведнъж чухме: следвайки рева на вражеските самолети, които се бяха стопили в далечината, славей започна да пее с пълно гърло, сякаш утвърждаваше живота !“ Чернова на стихотворението, датирана от 1942 г., е запазена в архива на Фатянов. [ 2 ] .
След като музиката за песните „Солови“ и „Ничто не говорила“ е създадена в хотелската стая, според спомените на Соловьов-Седой, авторите „поканили хората, които обслужвали хотела, както и генерала, който живеел в съседната стая, изпяли нашите нови песни, получили одобрението на публиката и генералът дори станал наш съавтор, предлагайки да се коригира един ред в „Солови“: „Нека войниците (а не момчетата, както бяхме) поспят малко“. [ 9 ] . Известни са и някои подробности: импровизираният концерт се е състоял във фоайето на 12-ия етаж на хотел „Москва“, а след това висок, величествен военен се приближил до авторите и се представил като генерал Соколов [ K 1 ] – именно той убеждава Соловьов-Седой и Фатянов да заменят „момчета“ с „войници“. [ 13 ] [ 14 ] . По-късно, когато песента е излъчена по радиото, един от редакторите не харесал този конкретен ред – „военен е и ние призоваваме войниците да спят!“, но Фатянов отказа да прави промени и в крайна сметка песента е изпълнена в тази версия. [ 1 ] .
Според музиколога Юрий Бирюков, съществувала е по-ранна версия на песента „Соловьов“, написана през същата 1944 г. по думите на Фатянов от композитора Марк Фрадкин. Бирюков научава за това от Леонид Утьосов, който съобщава, че тази версия му е била дадена от Фрадкин заедно с друга песен – „Дорога на Берлин“, а мелодията на припева напомняла на тази в по-късната версия на Соловьов-Седой. Според разказа Утьосов включва „Солови“ в репертоара си, но няколко месеца по-късно чува тази песен по радиото в различно изпълнение, като Соловьов-Седой е обявен за композитор. Марк Фрадкин описва тази история по следния начин: „Основната ни кавга [с Фатянов], единствената, която всъщност попречи на нашето приятелство, се случи заради песента „Солови“, която написахме заедно и дадохме на Утесов. Буквално на следващия ден заминах за фронта. А когато се върнах няколко месеца по-късно, песента „Солови“ вече свиреше с музиката на Соловьов-Седой. Това наистина ме обиди, защото песента, която написахме, се оказа, според мен, успешна“. [ 2 ] .